# Джеремі Реннер
Джеремі Лі Реннер (англ. Jeremy Lee Renner; нар. 7 січня 1971, Модесто, Каліфорнія) — американський актор ірландського походження.

## Біографія
Народився 7 січня 1971 року в Модесто, що в штаті Каліфорнія, у подружжя Валері та Лі Реннера, які згодом розлучилися, коли хлопцю було лише 8 років. Він — старший син багатодітної родини і має 3-х сестер і 2-х братів, молодший з яких народився у 2011 році. У дитинстві сім'я Джеремі багато разів переїжджала.
На другому курсі Modesto Junior College Реннер покинув його заради навчання у American Conservatory Theater у Сан-Франциско. Звідти він потрапив на Гаваї, а потім переїхав у Лос-Анджелес, де і живе донині.

## Кар'єра
У ранні роки він виконував роль порушника за 50$ на день у поліцейських навчаннях.
Вперше на екрані з'явився у «Великому вояжі» (1995), де його герой Дагс вкупі з іншими неповнолітніми вирішили змінити систему навчання і тому поїхали аж до самого президента Америки.
Наступним значним фільмом, за найкращу чоловічу роль у якому Реннера навіть було номіновано на кінематографічну винагороду Independent Spirit Award, був «Кат Дамер». Кінострічка базується на реальних подіях і розповідає про гея-маніяка Джефрі Дамера, який протягом кількох років вбив 17 осіб, переважно неєвропеїдної раси. Як розповідав сам Джеремі, за 4 дні до початку зйомок він навіть не знав про людину, яку буде грати. Під час зйомок вже тридцятилітній актор близько 8 місяців мешкав у будівлі без водопостачання та електрики. Це був лише дах над головою. Сусідній Макдональдс був для нього місцем не лише харчування, а й ранкового туалету. Відданість професії зумовила його жити за 10 доларів на день.
Проте саме завдяки виконанню ролі серійного вбивці ним зацікавилась режисер Кейт Бігелоу і вже у 2008-му році вийшла стрічка «Повелитель Бурі» з Джеремі Реннером у ролі сапера-підривника Уілла Джеймса. Стрічка отримала 6 Оскарів, але Реннеру дісталась лише номінація на головну чоловічу роль і 65 000$.

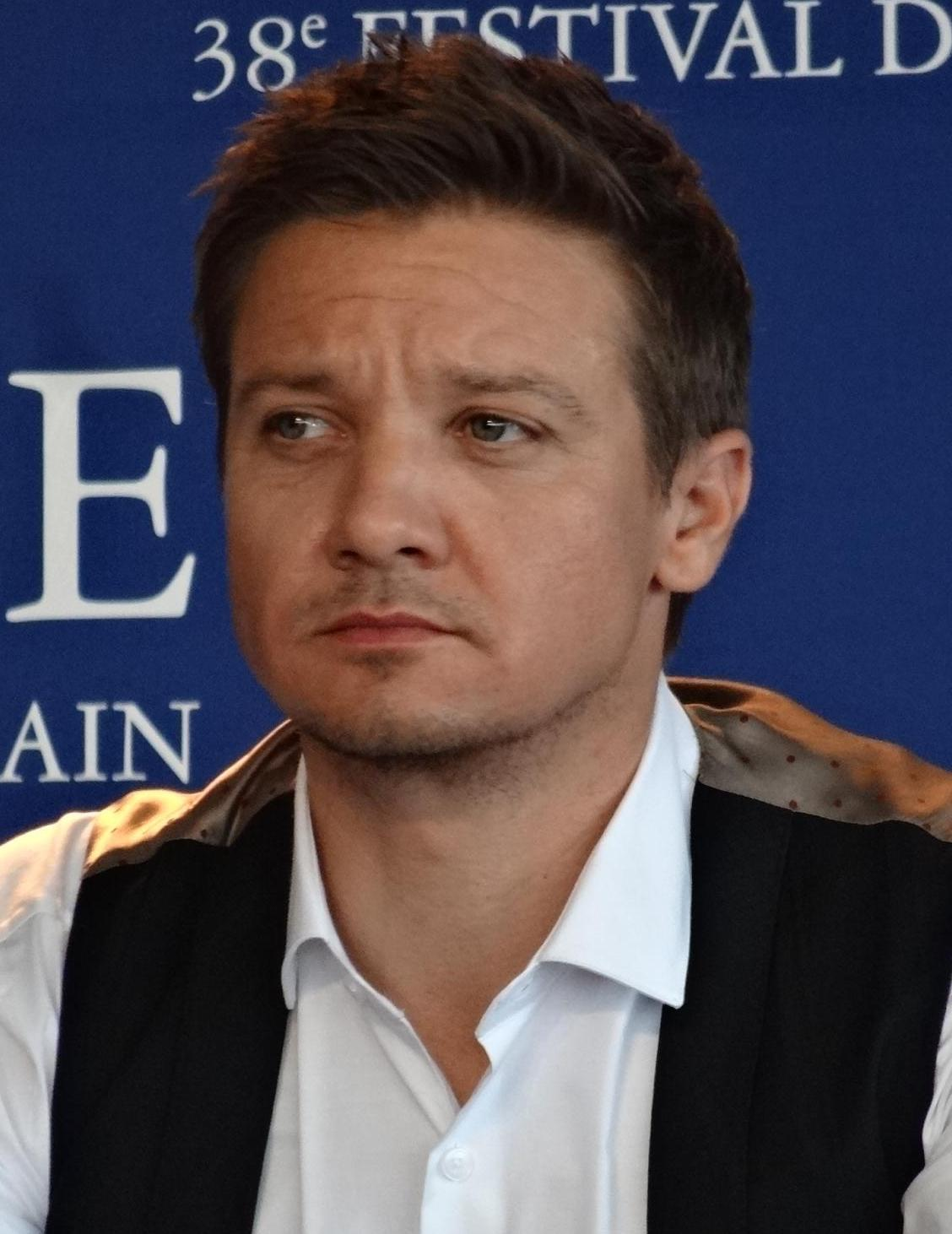
At the 2012 Festival Deauville.

Пам'ятаючи «голодні роки», починає займатись власним бізнесом — разом зі своїм другом реставровує і перепродає старовинні будівлі. Перша ж спроба, на яку вони витратили усі власні кошти — 650 тис. доларів, принесла їм прибуток у розмірі 4 млн доларів. Роблячи ремонт, він живе на будівельному майданчику. Звичка до аскетичного життя призвела до того, що напередодні Оскарівської церемонії він ночував майже просто неба, загорнутий у целофан.
Наступним кроком у кар'єрі була роль Джема в авантюрному боєвику «Місто». Для більш реалістичного відображення людини з кримінального світу, Джеремі вдягнув спортивні штани та золотий ланцюг, які допомогли йому перевтілитись. Роль грабіжника банків принесла Реннеру нову номінацію на «Оскар» за другорядну чоловічу роль.
Його помітили режисери багатомільйонних екшнів. Епізодичні ролі Соколиного ока (Клінт Бартон) у «Торі» та «Капітані Америка», де ім'я актора не згадувалось навіть у титрах, призвели до повноцінної головної ролі у «Месниках».
Том Круз особисто прохав залучити актора до участі в четвертій частині «Місії…» як напарника, на що Джеремі залюбки погодився.
Одночасно Реннера запрошують на роль Аарона Кросса у фільмі Спадок Борна. Його спокусило втілення у фільмі нового проекту ЦРУ, відмінного від попереднього, та глибока шана до Мета Деймона.

## Особисте життя
|  | Я бажаю, аби моє особисте життя було суто особистим... Мені байдуже, чи правда те, про що ви говорите, якщо мова йде про моє особисте життя. Як стосовно того, аби я позаглядав до ваших вікон, подивитись яку спідню білизну ви вдягли тої ночі, з ким лягли до ліжка, а потім розтеревенити про це у мегафон до усіх сусідів вашого району? Ну то як? Це вас не стосується! |

## Фільмографія

### Кінофільми
| Рік  |    | Українська назва                           | Оригінальна назва                                          | Роль                                     |
| ---- | -- | ------------------------------------------ | ---------------------------------------------------------- | ---------------------------------------- |
| 1995 | ф  | Велика подорож                             | National Lampoon's Senior Trip                             | Марк «Дагс» Д'Агастіно                   |
| 1996 | ф  |                                            | Paper Dragons                                              | Джек                                     |
| 2001 | ф  |                                            | Fish in a Barrel                                           | Ремі                                     |
| 2001 | ф  |                                            | Monkey Love                                                | Діл Стефановски                          |
| 2002 | ф  | Дамер                                      | Dahmer                                                     | Джеффрі Дамер                            |
| 2003 | ф  | S.W.A.T.: Спецназ міста янголів            | S.W.A.T.                                                   | Брайан Гембл                             |
| 2004 | ф  | Ціпочки                                    | The Heart Is Deceitful Above All Things                    | Емерсон                                  |
| 2005 | ф  | Північна країна                            | North Country                                              | Боббі Шарп                               |
| 2005 | ф  | Прогулянка на небеса                       | A Little Trip to Heaven                                    | Фред                                     |
| 2005 | ф  | Дванадцятирічні                            | 12 and Holding                                             | Гас Мейтланд                             |
| 2005 | ф  | Нео Нед                                    | Neo Ned                                                    | Нед                                      |
| 2005 | ф  | Королі Догтауна                            | Lords of Dogtown                                           | менеджер Джея                            |
| 2006 | ф  |                                            | Love Comes to the Executioner                              | Чік Прігусівак                           |
| 2007 | ф  | Як боязкий Роберт Форд убив Джессі Джеймса | The Assassination of Jesse James by the Coward Robert Ford | Вуд Хайт                                 |
| 2007 | ф  | 28 тижнів потому                           | 28 Weeks Later                                             | Дойл                                     |
| 2007 | ф  |                                            | Take                                                       | Сол                                      |
| 2008 | ф  | Володар бурі                               | The Hurt Locker                                            | сержант Вільям Джеймс                    |
| 2009 | ф  | Генії                                      | Lightbulb / Ingenious                                      | Сем                                      |
| 2010 | ф  | Місто                                      | The Town                                                   | Джеймс «Джем» Кафлін                     |
| 2011 | ф  | Тор                                        | Thor                                                       | Клінт Бартон / Соколине око              |
| 2011 | ф  | Капітан Америка                            | Captain America: The First Avenger                         | Клінт Бартон / Соколине око              |
| 2011 | ф  | Місія нездійсненна: Протокол «Фантом»      | Mission: Impossible – Ghost Protocol                       | Вільям Брандт                            |
| 2012 | ф  | Месники                                    | The Avengers                                               | Клінт Бартон / Соколине око              |
| 2012 | ф  | Спадок Борна                               | The Bourne Legacy                                          | Аарон Кросс                              |
| 2013 | ф  | Мисливці за відьмами                       | Hansel and Gretel: Witch Hunters                           | Ганс                                     |
| 2013 | ф  | Фатальна пристрасть                        | The Immigrant                                              | Маг Орландо                              |
| 2013 | ф  | Американська афера                         | American Hustle                                            | Кармайн Політо                           |
| 2014 | ф  | Убити посланця                             | Kill the Messenger                                         | Ґері Вебб                                |
| 2015 | ф  | Місія нездійсненна: Нація ізгоїв           | Mission: Impossible – Rogue Nation                         | Вільям Брандт                            |
| 2015 | ф  | Месники: Ера Альтрона                      | The Avengers: Age of Ultron                                | Клінт Бартон / Соколине око              |
| 2016 | ф  | Перший месник: Протистояння                | Captain America: Civil War                                 | Клінт Бартон / Соколине око              |
| 2016 | ф  | Прибуття                                   | Arrival                                                    | Йен Доннелі                              |
| 2017 | ф  | Вітряна ріка                               | Wind River                                                 | Корі Ламберт                             |
| 2017 | ф  | Операція «Казино»                          | The House                                                  | Томмі Папулі                             |
| 2018 | ф  | Ти квач!                                   | Tag                                                        | Джеррі Пірс                              |
| 2019 | мф | Звірополюс                                 | Arctic Dogs                                                | Свіфті (озвучення)                       |
| 2019 | ф  | Месники: Завершення                        | Avengers: Endgame                                          | Клінт Бартон / Соколине око              |
| 2021 | ф  | Чорна вдова                                | Black Widow                                                | Клінт Бартон / Соколине око (лише голос) |
| 2022 | ф  | Ножі наголо: Скляна цибуля                 | Glass Onion: A Knives Out Mystery                          | (зображення на пляшці)                   |
| 2025 | ф  | Ножі нагого: Прокинься, мрець              | Wake Up Dead Man                                           |                                          |

### Телебачення
| Рік       |    | Українська назва                  | Оригінальна назва              | Роль                                                |
| --------- | -- | --------------------------------- | ------------------------------ | --------------------------------------------------- |
| 1995      | с  |                                   | Deadly Games                   | Тод (епізод: "Boss")                                |
| 1996      | с  |                                   | Strange Luck                   | Жожо Пікард (епізод: "Blinded by the Son")          |
| 1996      | тф |                                   | A Friend's Betrayal            | Джек                                                |
| 1997      | тф |                                   | A Nightmare Come True          | Стівен Зарн                                         |
| 1998      | с  |                                   | To Have & to Hold              | Тед Ф'юрі (епізод: "Tangled Up in You")             |
| 1999      | с  |                                   | The Net                        | Тед Найда (епізод: "Chem Lab")                      |
| 1999      | с  |                                   | Time of Your Life              | Тейлор (епізод: "The Time the Truth Was Told")      |
| 2000      | с  | Ангел                             | Angel                          | Пенн (епізод: "Somnambulist")                       |
| 2001      | с  | CSI: Місце злочину                | CSI: Crime Scene Investigation | Роджер Дженнінгс (епізод: "Alter Boys")             |
| 2007      | с  | Доктор Хаус                       | House                          | Джиммі Квідд (епізод: "Games")                      |
| 2008      | с  |                                   | The Oaks                       | Ден (епізод: "Pilot")                               |
| 2009      | с  |                                   | The Unusuals                   | детектив Джейсон Уолш (10 епізодів)                 |
| 2011      | мс | Робоцип                           | Robot Chicken                  | сержант Вільям Джеймс (епізод: "Fool's Goldfinger") |
| 2012      | с  | Суботнього вечора в прямому ефірі | Saturday Night Live            | гість (епізод: "Jeremy Renner / Maroon 5")          |
| 2014      | с  | Луї                               | Louie                          | Джефф Девіс (Епізод: "In the Woods")                |
| 2021—2023 | мс | А що як…?                         | What If...?                    | Клінт Бартон / Соколине око (4 епізоди)             |
| 2021—2024 | с  | Мер Кінгстауна                    | Mayor of Kingstown             | Майк Макласкі (30 епізодів)                         |
| 2021      | с  | Соколине око                      | Hawkeye                        | Клінт Бартон / Соколине око (6 епізодів)            |
| 2023      | с  |                                   | Rennervations                  | ведучий (4 епізоди)                                 |
| 2024      | с  | Ехо                               | Echo                           | Клінт Бартон / Соколине око (Епізод: "Chafa")       |

## Винагороди та Номінації
| Рік  | Премія                                                                                     | Фільм            | Отримав   |
| ---- | ------------------------------------------------------------------------------------------ | ---------------- | --------- |
| 2001 | Feature Film Award for Best Supporting Actor                                               | Fish in a Barrel | Перемога  |
| 2002 | Independent Spirit Award for Best Lead Male                                                | Dahmer           | Номінація |
| 2005 | Palm Beach International Film Festival Award for Best Actor                                | Neo Ned          | Перемога  |
| 2007 | California Independent Film Festival Award for Best Actor                                  | Take             | Перемога  |
| 2008 | Boston Society of Film Critics Award for Best Actor                                        | The Hurt Locker  | Перемога  |
| 2008 | Chicago Film Critics Association Award for Best Actor                                      | The Hurt Locker  | Перемога  |
| 2008 | Las Vegas Film Critics Society Award for Best Actor                                        | The Hurt Locker  | Перемога  |
| 2008 | National Board of Review Award for Best Breakthrough Performance – Male                    | The Hurt Locker  | Перемога  |
| 2008 | National Society of Film Critics Award for Best Actor                                      | The Hurt Locker  | Перемога  |
| 2008 | Online Film Critics Society Award for Best Actor                                           | The Hurt Locker  | Перемога  |
| 2008 | Satellite Award for Best Actor – Motion Picture Drama                                      | The Hurt Locker  | Перемога  |
| 2008 | Village Voice Film Poll – Best Actor                                                       | The Hurt Locker  | Перемога  |
| 2008 | Washington D.C. Area Film Critics Association Award for Best Ensemble                      | The Hurt Locker  | Перемога  |
| 2008 | Премія «Оскар» за найкращу чоловічу роль                                                   | The Hurt Locker  | Номінація |
| 2008 | BAFTA Award for Best Actor in a Leading Role                                               | The Hurt Locker  | Номінація |
| 2008 | Broadcast Film Critics Association Award for Best Actor                                    | The Hurt Locker  | Номінація |
| 2008 | Chlotrudis Award for Best Actor                                                            | The Hurt Locker  | Номінація |
| 2008 | Independent Spirit Award for Best Male Lead                                                | The Hurt Locker  | Номінація |
| 2008 | Screen Actors Guild Award for Outstanding Performance by a Male Actor in a Leading Role    | The Hurt Locker  | Номінація |
| 2008 | Screen Actors Guild Award for Outstanding Performance by a Cast in a Motion Picture        | The Hurt Locker  | Номінація |
| 2008 | St. Louis Gateway Film Critics Association Award for Best Actor                            | The Hurt Locker  | Номінація |
| 2008 | Vancouver Film Critics Circle Award for Best Actor                                         | The Hurt Locker  | Номінація |
| 2008 | Washington D.C. Area Film Critics Association Award for Best Actor                         | The Hurt Locker  | Номінація |
| 2009 | Washington D.C. Area Film Critics Association Award for Best Breakthrough Performance      | The Hurt Locker  | Номінація |
| 2010 | Jupiter Award (German Movie Award) Best Actor International                                | The Town         | Перемога  |
| 2010 | Academy Award for Best Supporting Actor                                                    | The Town         | Номінація |
| 2010 | Broadcast Film Critics Association Award for Best Supporting Actor                         | The Town         | Номінація |
| 2010 | Dallas-Fort Worth Film Critics Association Award for Best Supporting Actor                 | The Town         | Номінація |
| 2010 | Golden Globe Award for Best Supporting Actor – Motion Picture                              | The Town         | Номінація |
| 2010 | Houston Film Critics Society Award for Best Supporting Actor                               | The Town         | Номінація |
| 2010 | National Society of Film Critics Award for Best Supporting Actor                           | The Town         | Номінація |
| 2010 | San Diego Film Critics Society Award for Best Supporting Actor                             | The Town         | Номінація |
| 2010 | Satellite Award for Best Supporting Actor – Motion Picture                                 | The Town         | Номінація |
| 2010 | Screen Actors Guild Award for Outstanding Performance by a Male Actor in a Supporting Role | The Town         | Номінація |
| 2010 | St. Louis Gateway Film Critics Association Award for Best Supporting Actor                 | The Town         | Номінація |

## Цікаві факти
Джеремі Реннер:
- Шульга.
- Відмовився від пропозиції зйомок у фільмі «Велике викрадення» (The Big Bounce) на користь ролі Брайана Гембла у «S.W.A.T.: Спецназ міста янголів».
- У коледжі відвідував акторський клас разом з актором Девідом Боріназом.
- Грав на гітарі та співав у гурті Sons of Ben.
- Знявся у ролі шерифа в кліпі на пісню P!nk «Trouble».
- Зламав руку під час тренувань з боксу для стрічки «S.W.A.T.: Спецназ міста янголів».
- Проходив курс профілактичного щеплення після того, як його вкусила у плече несамовита фанатка, яка вважала, що актор проігнорував її.
- Має формально родинні зв'язки із Еріком Мелліганом, зіркою Zack Addy у телешоу FOX TV show, «Bones» (2005): батько Джеремі одружений з сестрою Еріка.